# ボリス・フョードロフ
ボリス・グリゴリエヴィッチ・フョードロフ（ロシア語: Бори́с Григо́рьевич Фёдоров, ラテン文字転写: Boris Grigor'evich Fyodorov, 1958年2月13日 - 2008年11月20日）は、ロシアの政治家、企業家。学位は経済学博士。エリツィン時代の急進改革派に属する政治家で、副首相、大蔵大臣、国税庁長官などを務めた。

## 概要

### 生い立ち
1958年2月13日モスクワに生まれる。1980年モスクワ財政学大学（国際経済学専攻）を卒業する。1980年から1987年までソビエト連邦中央銀行（ゴスバンク）通貨経済総局に勤務する。

### ロシア共和国
1990年イワン・シラーエフ首相のもと、ロシア連邦共和国蔵相に就任。「500日計画」作成にも携わる。1991年欧州復興開発銀行勤務。同時にロシア大統領顧問（金融政策担当）に就任する。

### チェルノムイルジン政権
1992年12月ヴィクトル・チェルノムイルジン内閣で副首相（財政・経済担当）として入閣する。1993年3月から蔵相を兼務する。1993年12月下院国家会議選挙にロシアの選択から立候補し、当選する。1994年1月副首相・蔵相を辞任する。
下院では院内会派「ロシアの選択」を離脱し、新たに「12月12日同盟」（「12月12日」自由民主同盟）を結成し、議長となる。1995年政治ブロックとして新たに「進め、ロシア」（前進せよ、ロシア）を結成して代表となる。同年12月の下院選挙で再選される。下院では独立系の議員を糾合して院内会派「ロシアの地域」を結成。1996年大統領選挙に立候補したが、これは惨敗した。

### キリエンコ政権
1998年5月にセルゲイ・キリエンコ内閣が成立すると、フョードロフは、国税庁長官（徴税相）に就任。同年8月には国税庁長官と副首相を兼務する。
フョードロフは、経済と財政、内外債務を担当し、徴税を逃れがちなロシアの巨大企業に対して徴税を強化する姿勢を打ち出した。しかし、ロシア財政危機によって同年8月、キリエンコ内閣は総辞職し、同年9月28日副首相（代行）・国税庁長官を解任された。

### 晩年
2000年からガスプロム、統一エネルギーシステム並びにズベルバンク（ロシア連邦貯蓄銀行）の取締役を務める。2008年10月、出張先のロンドンで脳卒中を起こし入院。治療が続けられていたが、その一ヶ月後の11月21日に入院先のロンドンの病院で亡くなった。